# مخزن نرم‌افزاری
یک مخزن نرم‌افزاری (به انگلیسی: Software repository) جایی برای اندوختن نرم‌افزارهاست. کاربران با دریافت و به کارگیری این نرم افزارها از آنها بهره‌برداری می کنند. بسیاری از سازمان‌ها یا ناشران نرم‌افزار چنین مخازنی را با هدف استفاده کاربران پدید آورده و مدیریت می‌کنند. کاربران می‌توانند از نرم‌افزارهای این مخازن رایگان یا با هزینه اندک، بهره برداری کنند. دسته‌ای از مخازن تنها دربرگیرنده نرم‌افزارهای ویژه هستند و دسته‌ای دیگر هر گونه‌ای را در خود جای می‌دهند. بیشتر سیستم‌عامل‌های شبه یونیکس از چنین مخازنی برخوردارند و کاربران می‌توانند به کمک یک سامانه مدیریت بسته به این مخازن دسترسی پیدا کرده و برنامه‌های دلخواه را دریافت و بر روی رایانه خود بکار بندند.
برای مثال سیستم‌عامل فری‌بی‌اس‌دی از مدیر بسته‌ای به نام پی‌کاجی استفاده می‌کند و کاربران با استفاده از این ابزار می‌توانند به مخازن نرم‌افزاری فری‌بی‌اس‌دی متصل شده و نرم‌افزارهای دلخواه خود را نصب کنند. بیشتر سیستم‌عامل‌ها مخازن خود را در سرویس‌دهنده‌های مختلفی که در سرتاسر دنیا پراکنده‌اند نگهداری می‌کنند تا کاربران راحت‌تر بتوانند از آن‌ها استفاده کنند. هر سیستم‌عامل مخازن نرم‌افزاری مخصوص بخود را دارد و نمی‌توان از مخازن نرم‌افزاری یک سیستم‌عامل بر روی سیستم‌عامل دیگری استفاده کرد. برنامه مدیر بسته معمولاً پس از دریافت برنامه‌ها از مخزن راه دور، آن‌ها را از نظر امنیتی بررسی می‌کند تا مبادا برنامه‌ها ناقص دریافت شده باشند یا شخصی در بین راه آن‌ها را دستکاری کرده باشد. این کار توسط یک کلید امنیتی انجام می‌شود.